# (25143) Itokawa
(25143) Itokawa er en nærjords-asteroide af apollotypen, der også krydser Mars bane. Den blev opdaget i 1998 af LINEAR-projektet, og fik den midlertidige betegnelse 1998 SF36 og efterfølgende serienr. 25143. Den fik sit endelige navn i august 2003, hvor den blev opkaldt efter den afdøde japanske raketingeniør Hideo Itokawa, og grundlægger af Japans rumindustri.
Itokawa blev den anden asteroide, der fik besøg af en rumsonde – Hayabusa – der tog prøver af overfladen, og den første der fik prøverne returneret til Jorden.

## Karakteristika
Itokawa er en silikatrig S-type asteroide. På radaroptagelser fra Goldstone observatoriet i Californien, taget i løbet af en periode på knap 14 dage i foråret 2001, ses den som en ellipsoide med dimensionerne 630 ± 60 m lang og 250 ± 30 m bred, omend lidt asymmetrisk i enderne.
Hayabusa missionen, beskrevet nedenfor, bekræftede denne iagttagelse, og foreslog desuden at asteroiden oprindeligt kunne have været en dobbeltasteroide – to næsten ens asteroider i kredsløb om hinanden – som langsomt havde nærmet sig hinanden, for til sidst at hægte sig sammen. Hayabusa missionens billeder (se eksternt link) viser en overraskende mangel på kratere, men derimod en meget rå overflade oversået med blokke (store sten), beskrevet af Hayabusa-folkene, som en bunke murbrokker (“rubble pile”). Dette betyder at Itokawa ikke er en monolit, men en bunke af mindre sten, der er blevet svejset sammen som tiden gik.

## Hayabusa missionen
Den japanske rumforskningsorganisation – JAXA, opsendte den 9. maj 2003 rumsonden Hayabusa, der efter adskillige forsøg og mindre uheld landede på Itokawa den 19. november 2005. Da selve prøvetagningen ikke gik som forberedt, forsøgte man at lande sonden igen seks dage senere. Også her viste det sig at noget ikke gik helt som ventet. Den landede dog igen, men efterfølgende mistede man kontakten med den i næsten halvanden måned. Efter en masse besværligheder med at få kontrol over Hayabusa, annoncerede JAXA den 7. marts 2006 at de havde genskabt kontakten. Herefter blev den sendt ind i en bane der skulle returnere den til Jorden. Rumsonden, eller mere præcist prøvekammeret, landede efter planen i det militære område Woomera Prohibited Area nord for Adelaide i South Australia, den 14. juni 2010. Resten af rumsonden brændte op i Jordens atmosfære ligesom en meteor.